# 塞纳河畔罗米伊
塞纳河畔罗米伊（法語：Romilly-sur-Seine，法語發音：[ʁɔmiji syʁ sɛn]），法国中北部城市，大东部大区奥布省的一个市镇，隶属于塞纳河畔诺让区，其市镇面积为25.32平方公里，2022年1月1日时人口数量为14,751人，是该省人口第二多的市镇，在法国城市中排名第676位。
塞纳河畔罗米伊位于奥布省西北部，塞纳河左岸，是一个区域性的中心城市，近现代因柔性棉及制袜工业而兴盛。

## 地名来源
“Romilly”一名最初于公元1163年以拉丁语“Romeliacum”的形式被记载，该名称可能出自人名“Romilius”，后者生平尚有待考证。“塞纳河畔”这一后缀自1801年起成为当地官方名称的一部分。

## 历史

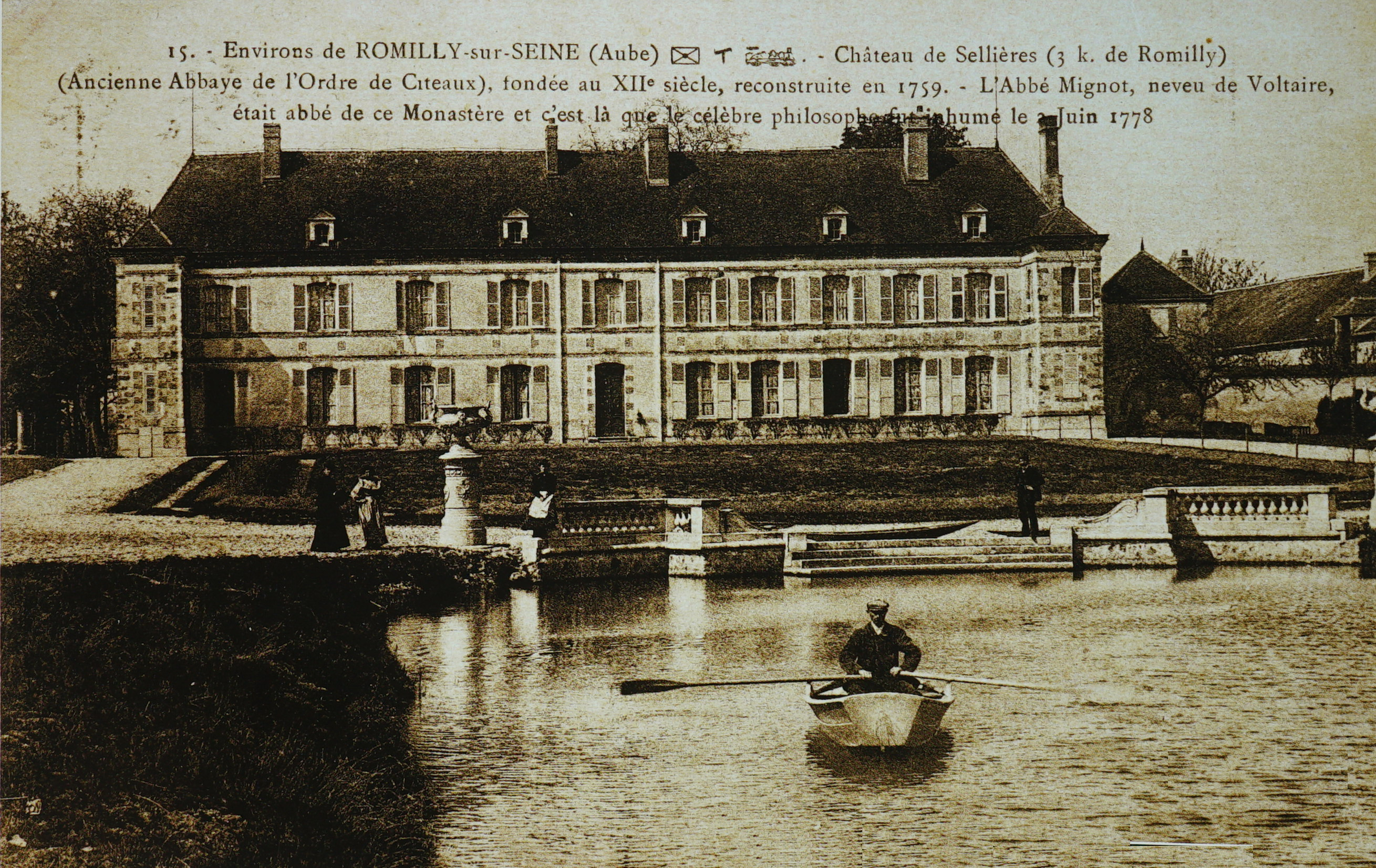
塞利耶尔修道院

塞纳河畔罗米伊的早期历史尚不清楚，中世纪时该区域曾为香槟伯国的一部分，当地领主于格（Hugue）曾于1167年兴建塞利耶尔修道院，后在法国大革命期间关闭。根据当地官方网站的论述，罗米伊历史上长期为一处普通农业村落，18世纪初时当地约有1,200名居民。法国大革命后，塞纳河畔罗米伊成为奥布省的一个市镇。在18世纪中叶时，罗米伊出现了制袜作坊，工业革命期间，当地的相关生产活动得到机械化发展。19世纪中后期，随着巴黎－米卢斯铁路的建成以及普法战争后引发的阿尔萨斯-洛林工业部分内迁，塞纳河畔罗米伊一度成为法国最大的柔性棉生产基地，当地人口数量在半个世纪内翻了三倍。第一次世界大战期间，法国元帅约瑟夫·霞飞在塞纳河畔罗米伊兴建空军基地，战后该基地被改建为飞行场及航空设施维护中心。第二次世界大战期间，塞纳河畔罗米伊飞行场被纳粹德军控制，1942年，该飞行场被联军炸毁。20世纪中后期，塞纳河畔罗米伊人口数量略有下降。塞纳河塞纳河畔罗米伊河段于2013年10月和2021年1月发生洪水，致使当地部分街区被淹没。

## 地理

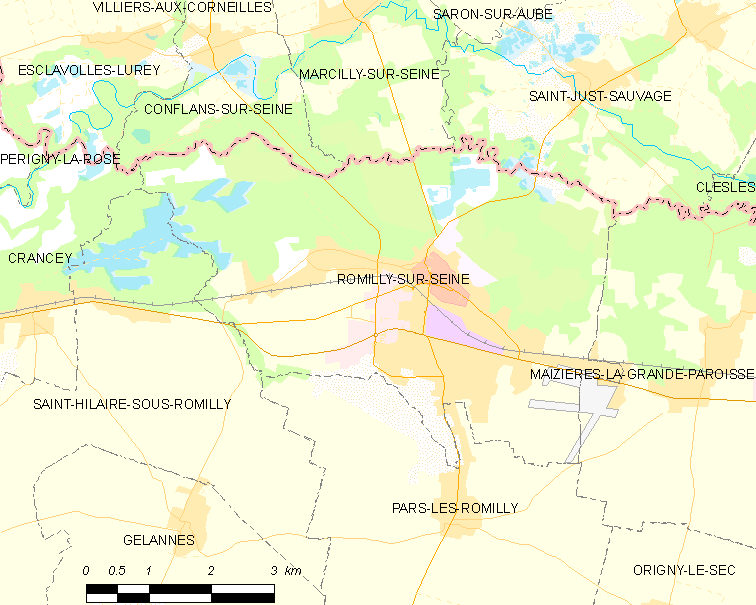
塞纳河畔罗米伊市镇范围地图

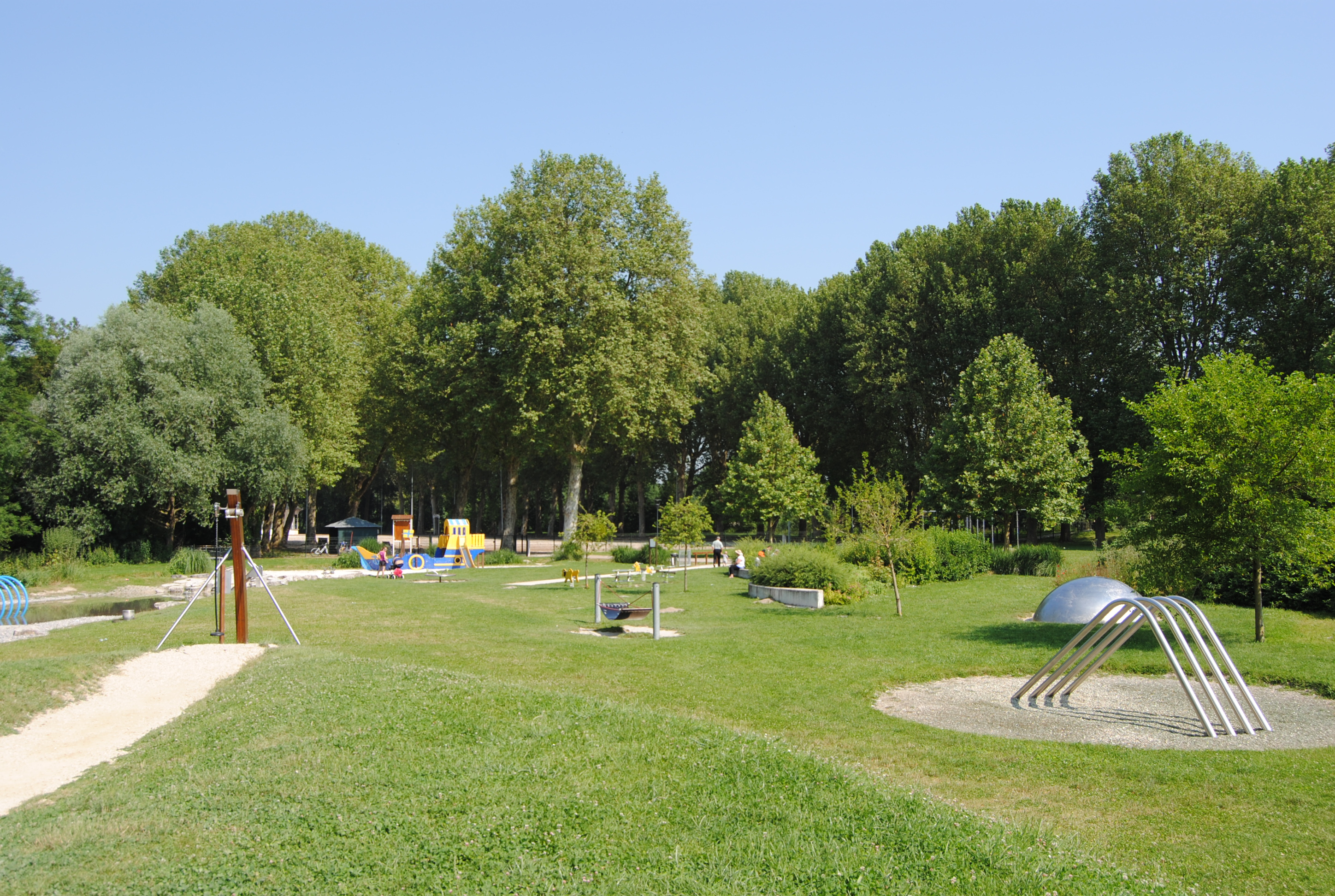
贝谢尔公园内的绿地

塞纳河畔罗米伊位于法国中北部偏东，大东部大区西部偏南和奥布省西北部，距离省会特鲁瓦大约39公里。与塞纳河畔罗米伊接壤的市镇包括：塞纳河畔孔夫朗、塞纳河畔马西伊、圣瑞斯特索瓦日、克朗塞、圣伊莱尔苏罗米伊、帕尔莱罗米伊和迈济耶尔-拉格朗德帕鲁瓦斯。

### 地形
塞纳河畔罗米伊位于巴黎盆地腹地，境内以平原为主，市镇中心地势较为平坦，南部为浅丘地貌，全境海拔在67到112米之间。

### 水文
塞纳河干流自东向西流经塞纳河畔罗米伊市镇范围东北部边缘，该河水流平缓，在塞纳河畔罗米伊附近形成辫状水系。人工开凿的拉瓦运河（Canal de Ravois）则连通塞纳河畔罗米伊市中心和塞纳河主干道。

### 植被
塞纳河畔罗米伊属于温带阔叶混交林区，贝谢尔公园（Parc de la Béchère）是当地主要的城市绿地，林地则广泛分布于市镇范围北部的塞纳河泛洪区域。
在鲜花城市的评比中，塞纳河畔罗米伊被评为2星级鲜花城市。

### 气候
塞纳河畔罗米伊在柯本气候分类法中属于温带海洋性气候。
塞纳河畔罗米伊境内设有常年气象站，以下为该气象站的数据（其中日照数据取自特鲁瓦气象站）：
| 塞纳河畔罗米伊1981年－2019年 | 塞纳河畔罗米伊1981年－2019年 | 塞纳河畔罗米伊1981年－2019年 | 塞纳河畔罗米伊1981年－2019年 | 塞纳河畔罗米伊1981年－2019年 | 塞纳河畔罗米伊1981年－2019年 | 塞纳河畔罗米伊1981年－2019年 | 塞纳河畔罗米伊1981年－2019年 | 塞纳河畔罗米伊1981年－2019年 | 塞纳河畔罗米伊1981年－2019年 | 塞纳河畔罗米伊1981年－2019年 | 塞纳河畔罗米伊1981年－2019年 | 塞纳河畔罗米伊1981年－2019年 | 塞纳河畔罗米伊1981年－2019年 |
| 月份                         | 1月                          | 2月                          | 3月                          | 4月                          | 5月                          | 6月                          | 7月                          | 8月                          | 9月                          | 10月                         | 11月                         | 12月                         | 全年                         |
| ---------------------------- | ---------------------------- | ---------------------------- | ---------------------------- | ---------------------------- | ---------------------------- | ---------------------------- | ---------------------------- | ---------------------------- | ---------------------------- | ---------------------------- | ---------------------------- | ---------------------------- | ---------------------------- |
| 历史最高温 °C（°F）          | 16.2 (61.2)                  | 21.7 (71.1)                  | 27 (81)                      | 29.8 (85.6)                  | 35.6 (96.1)                  | 38 (100)                     | 38.8 (101.8)                 | 39.9 (103.8)                 | 34.1 (93.4)                  | 31.8 (89.2)                  | 22.9 (73.2)                  | 19.4 (66.9)                  | 39.9 (103.8)                 |
| 平均高温 °C（°F）            | 6.3 (43.3)                   | 7.7 (45.9)                   | 11.9 (53.4)                  | 15.3 (59.5)                  | 19.6 (67.3)                  | 22.8 (73.0)                  | 25.9 (78.6)                  | 25.5 (77.9)                  | 21.2 (70.2)                  | 16.3 (61.3)                  | 10.2 (50.4)                  | 6.7 (44.1)                   | 15.8 (60.4)                  |
| 日均气温 °C（°F）            | 3.3 (37.9)                   | 3.9 (39.0)                   | 7.2 (45.0)                   | 9.7 (49.5)                   | 13.8 (56.8)                  | 16.7 (62.1)                  | 19.3 (66.7)                  | 18.9 (66.0)                  | 15.3 (59.5)                  | 11.6 (52.9)                  | 6.7 (44.1)                   | 3.9 (39.0)                   | 10.9 (51.6)                  |
| 平均低温 °C（°F）            | 0.3 (32.5)                   | 0.2 (32.4)                   | 2.4 (36.3)                   | 4.1 (39.4)                   | 8 (46)                       | 10.7 (51.3)                  | 12.6 (54.7)                  | 12.3 (54.1)                  | 9.4 (48.9)                   | 6.9 (44.4)                   | 3.2 (37.8)                   | 1.2 (34.2)                   | 5.9 (42.6)                   |
| 历史最低温 °C（°F）          | −25.2 (−13.4)                | −25 (−13)                    | −14.4 (6.1)                  | −6.1 (21.0)                  | −3.5 (25.7)                  | −1 (30)                      | 1.6 (34.9)                   | 1.1 (34.0)                   | −3 (27)                      | −6.8 (19.8)                  | −11.5 (11.3)                 | −23 (−9)                     | −25.2 (−13.4)                |
| 平均降水量 mm（）            | 51 (2.0)                     | 45.2 (1.78)                  | 48.8 (1.92)                  | 47.2 (1.86)                  | 56.2 (2.21)                  | 52.2 (2.06)                  | 50.2 (1.98)                  | 54.7 (2.15)                  | 51 (2.0)                     | 61.9 (2.44)                  | 52.2 (2.06)                  | 62.2 (2.45)                  | 632.8 (24.91)                |
| 月均日照時數                 | 68.6                         | 88.3                         | 143.8                        | 184.8                        | 215                          | 229.4                        | 235.5                        | 228.2                        | 179.2                        | 123.6                        | 66.6                         | 53.6                         | 1,816.6                      |
| 来源：infoclimat.fr          |                              |                              |                              |                              |                              |                              |                              |                              |                              |                              |                              |                              |                              |

## 行政区划
塞纳河畔罗米伊的市镇编号为10323，邮政编号为10100。
在行政管理方面，塞纳河畔罗米伊隶属于法国大东部大区奥布省塞纳河畔诺让区；在地方选举方面，塞纳河畔罗米伊是塞纳河畔罗米伊县的中央投票站所在地，其市镇范围全境被划入奥布省第三选区；在社会管理方面，塞纳河畔罗米伊是塞纳河畔罗米伊门市镇公共社区的办公驻地。
塞纳河畔罗米伊的吕米埃-阿尔弗雷德·布谢街区（Quartier Des Lumières - Alfred Boucher）是城市政策优先街区，该区域2018年共有居民1,567名。
法国国家统计与经济研究所（简称）在进行数据统计时，将塞纳河畔罗米伊及相邻的另外2个市镇设为塞纳河畔罗米伊城市核心区以及塞纳河畔罗米伊城市区。自2020年起，塞纳河畔罗米伊城市区被包含26个市镇的塞纳河畔罗米伊城市辐射区代替。此外，还将塞纳河畔罗米伊市镇分为了6个“块区”（IRIS），以便于统计人口分布情况。

## 交通

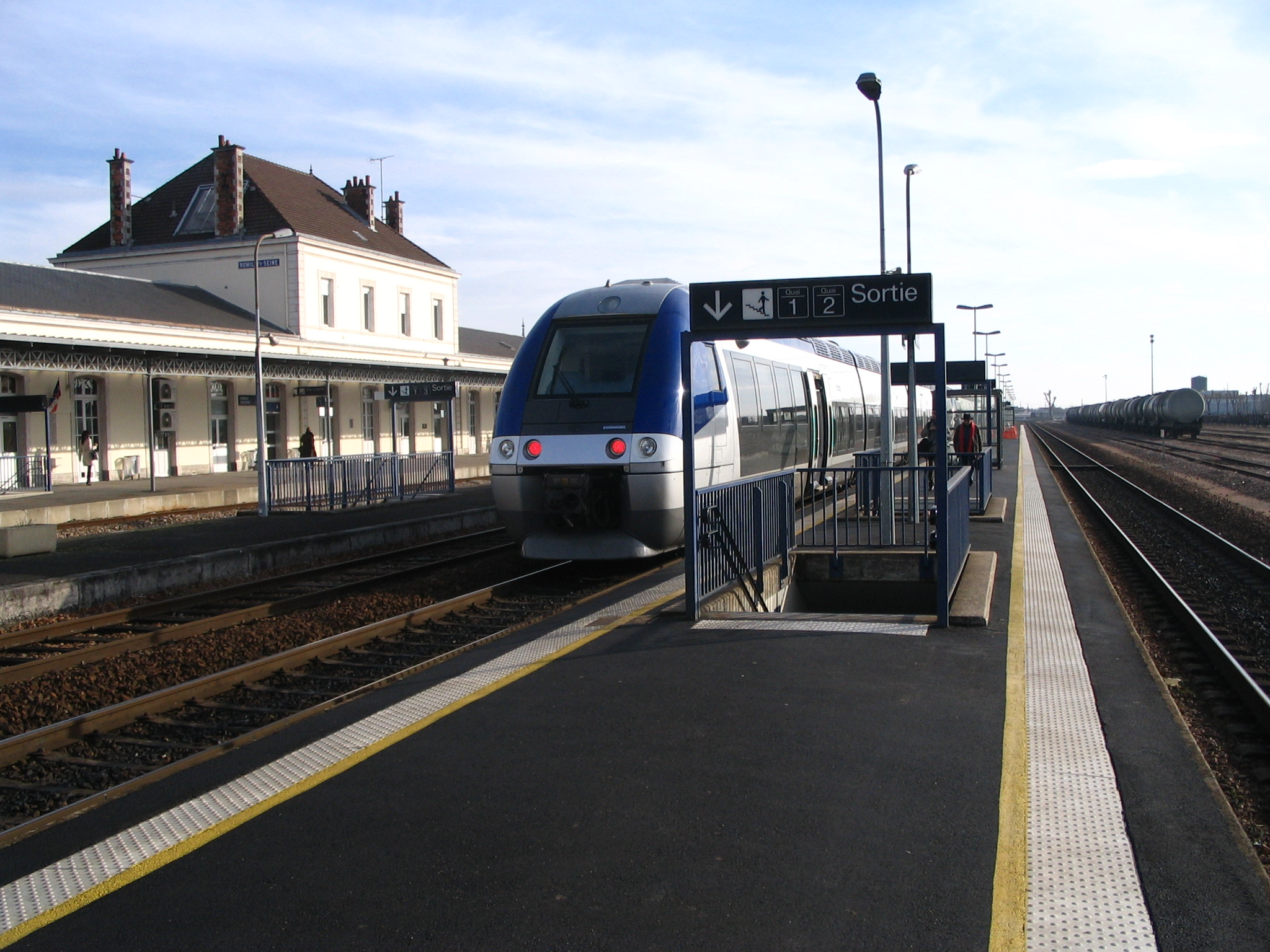
塞纳河畔罗米伊火车站内停靠的区域列车

### 公路
奥布省省道D19线、D206线、D440线和D619线在塞纳河畔罗米伊境内交汇。大东部大区下属的城际客运提供巴士线路，可前往周边部分市镇。
| 19 | 39 |

| 特鲁瓦 | 39 |

| 塞纳河畔诺让 | 18 |

| 昂格吕尔 | 11 |

2019年，64.8%的塞纳河畔罗米伊家庭拥有至少一辆私人汽车。2019年，塞纳河畔罗米伊境内共发生各类交通事故4起，造成1人遇难，5人受伤，其中3人重伤。

### 铁路
塞纳河畔罗米伊位于巴黎－米卢斯铁路上。塞纳河畔罗米伊站位于市区中部，停靠往返于巴黎和米卢斯一线的区域列车。

### 航空
距离塞纳河畔罗米伊最近的民用航空站为约62公里外的沙隆-瓦特里机场。

### 城市公共交通
截至2023年1月，塞纳河畔罗米伊暂无城市公共交通系统。

## 政治

### 市政内阁

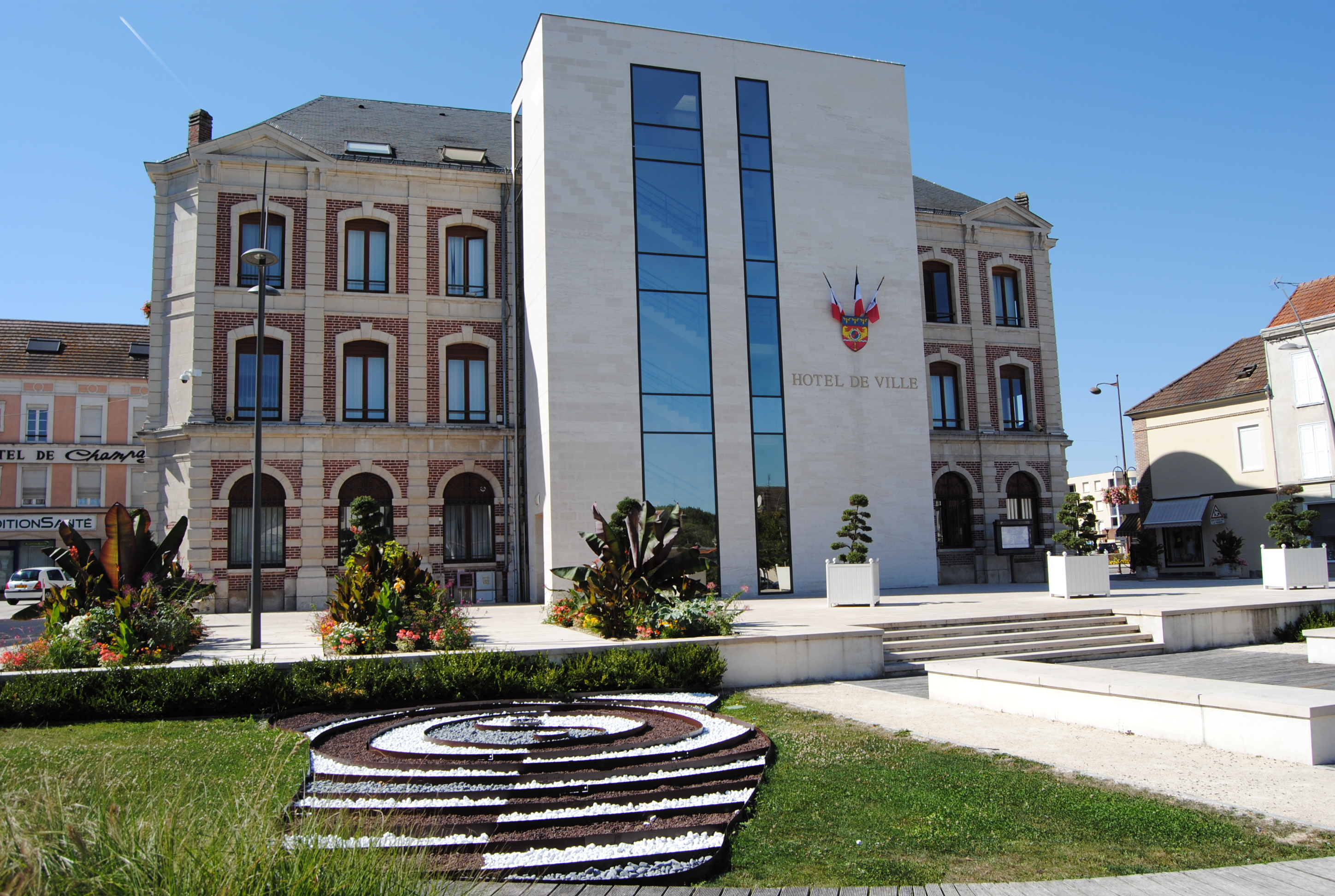
塞纳河畔罗米伊市政厅

塞纳河畔罗米伊的现任市长为埃里克·维耶曼先生（Eric VUILLEMIN），他是一名右翼无党派人士，在2020年的市政选举中获得了57.41%的支持率。
| 塞纳河畔罗米伊历届市长 | 塞纳河畔罗米伊历届市长          | 塞纳河畔罗米伊历届市长                       |
| 任期                   | 市长                            | 党派                                         |
| ---------------------- | ------------------------------- | -------------------------------------------- |
| 1944年－1945年         | Charles MILLET 夏尔·米耶        | 不详                                         |
| 1945年－1947年         | Charles RACINE 夏尔·拉西纳      | 不详                                         |
| 1947年－1949年         | Fernand MASSON 费尔南·马松      | 不详                                         |
| 1949年－1958年         | Maurice CAMUSET 莫里斯·卡米塞   | PCF法国共产党                                |
| 1958年－1959年         | Jean RAMELOT 让·拉默洛          | 不详                                         |
| 1959年－1984年         | Maurice CAMUSET 莫里斯·卡米塞   | PCF法国共产党                                |
| 1984年－1989年         | Georges DIDIER 乔治·迪迪埃      | PCF法国共产党                                |
| 1989年－2008年         | Michel CARTELET 米歇尔·卡尔特莱 | PS社会党                                     |
| 2008年－               | Eric VUILLEMIN 埃里克·维耶曼    | UMP人民运动联盟 →LR共和黨 →DVD右翼无党派人士 |

### 各级选举
| 塞纳河畔罗米伊历届投票选举结果 | 塞纳河畔罗米伊历届投票选举结果 | 塞纳河畔罗米伊历届投票选举结果 | 塞纳河畔罗米伊历届投票选举结果 | 塞纳河畔罗米伊历届投票选举结果 | 塞纳河畔罗米伊历届投票选举结果 | 塞纳河畔罗米伊历届投票选举结果 | 塞纳河畔罗米伊历届投票选举结果 | 塞纳河畔罗米伊历届投票选举结果 | 塞纳河畔罗米伊历届投票选举结果 |
| 选举项目                       | 选举范围                       | 选区单位                       | 选区单位内的选举结果           | 选区单位内的选举结果           | 选区单位内的选举结果           | 选区单位内的选举结果           | 选区单位内的选举结果           | 选区单位内的选举结果           | 参考资料                       |
| 选举项目                       | 选举范围                       | 选区单位                       | 第一轮胜出者                   | 第一轮胜出者                   | 支持率                         | 第二轮胜出者                   | 第二轮胜出者                   | 支持率                         | 参考资料                       |
| ------------------------------ | ------------------------------ | ------------------------------ | ------------------------------ | ------------------------------ | ------------------------------ | ------------------------------ | ------------------------------ | ------------------------------ | ------------------------------ |
| 2017年法國總統選舉             | 法國                           | 市镇                           |                                | 玛丽娜·勒庞                    | 30.82%                         |                                | 埃马纽埃尔·马克龙              | 54.78%                         | [ 26 ]                         |
| 2017年法国立法选举             | 奥布省第三选区                 | 市镇                           |                                | 帕斯卡尔·朗德雷阿              | 27.82%                         |                                | 热拉尔·默尼埃尔                | 51.97%                         | [ 26 ]                         |
| 2019年欧洲议会选举             | 法國                           | 市镇                           |                                | 若尔丹·巴尔代拉                | 34.57%                         | （不适用）                     | （不适用）                     | （不适用）                     | [ 28 ]                         |
| 2021年法国省级选举             | 奥布省                         | 县                             |                                | 热罗姆·博纳富瓦 阿涅丝·米尼奥  | 46.61%                         |                                | 热罗姆·博纳富瓦 阿涅丝·米尼奥  | 67.55%                         | [ 29 ]                         |
| 2021年法国省级选举             | 奥布省                         | 市镇                           |                                | 热罗姆·博纳富瓦 阿涅丝·米尼奥  | 42.67%                         |                                | 热罗姆·博纳富瓦 阿涅丝·米尼奥  | 67.69%                         | [ 29 ]                         |
| 2021年法国大区选举             | 大東部大區                     | 市镇                           |                                | 让·罗特纳                      | 29%                            |                                | 让·罗特纳                      | 41.14%                         | [ 30 ]                         |
| 2022年法国总统选举             | 法國                           | 市镇                           |                                | 玛丽娜·勒庞                    | 30.12%                         |                                | 玛丽娜·勒庞                    | 52.73%                         | [ 26 ]                         |
| 2022年法国立法选举             | 奥布省第三选区                 | 市镇                           |                                | 安热莉克·朗                    | 29.42%                         |                                | 安热莉克·朗                    | 56.73%                         | [ 26 ]                         |

## 人口
2019年，塞纳河畔罗米伊市镇人口数量为14,480，在法国排名第676位。其中男性6,773人，女性7,707人，75岁及以上人口占9.6%，移民人口（外籍和出生于外国的法国人）数量为2,361人，人口密度为572人/平方公里，当地居民被称为（男性）或（女性）。2020年，塞纳河畔罗米伊境内出生165人，死亡人口192人。
| 塞纳河畔罗米伊1901年－2020年人口变化情况 |
|                                          |
| 数据来源：Cassini、INSEE                 |

## 经济

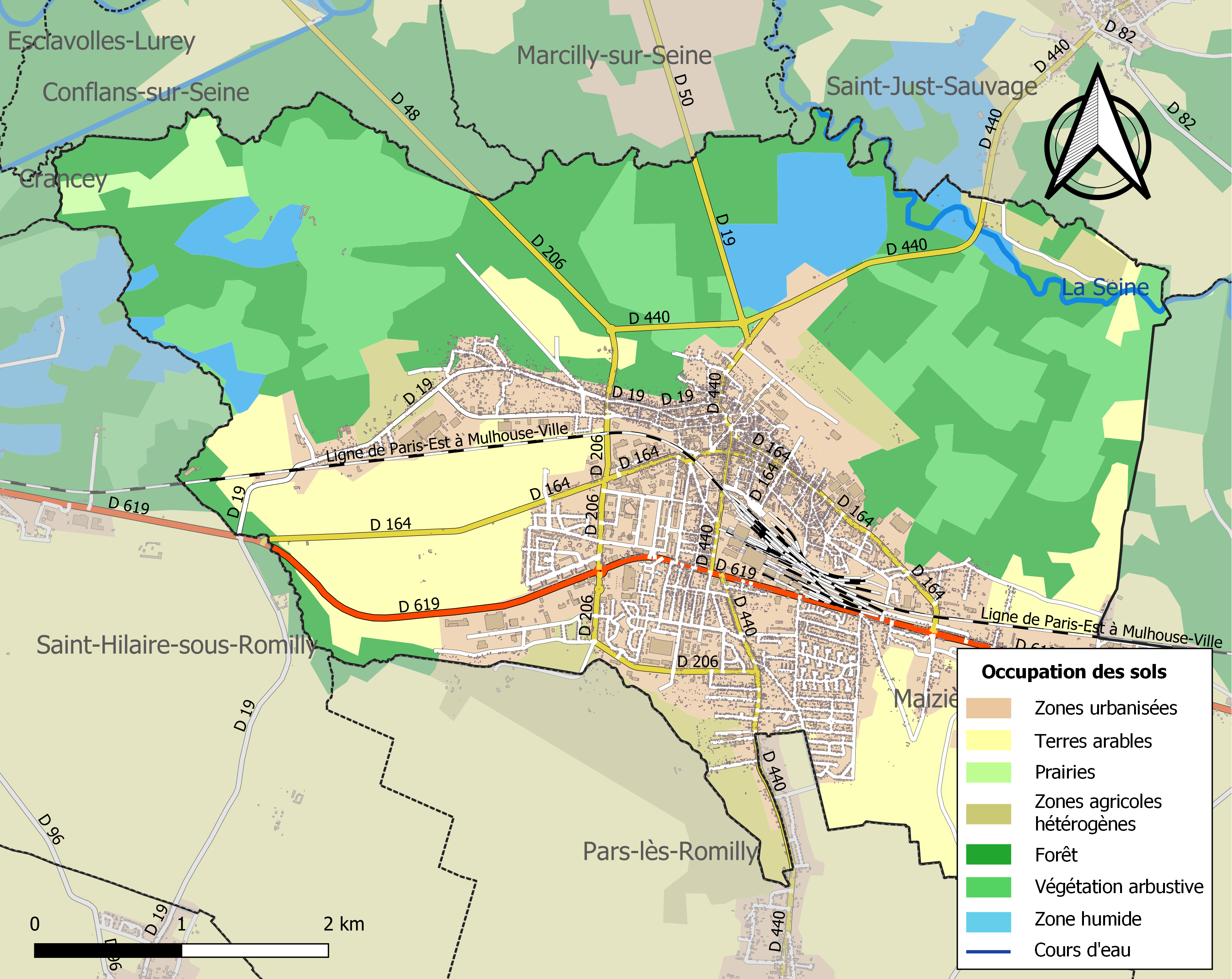
塞纳河畔罗米伊土地利用情况地图

塞纳河畔罗米伊是一个区域性的中心城市。截止2023年1月，塞纳河畔罗米伊市镇范围内共有各类用人单位（包含自雇）1,615家，平均历史为14年，其中97.65%为中小型企业（PME），2022年11月至2023年1月间，当地的经济活力指数为0。（大型零售）、（采购中心）及（金属门窗）是当地2021年营业额最高的三个企业，分别为80,401,978欧元、16,487,314欧元和13,100,407欧元。

## 财政与居民收入
2021年，塞纳河畔罗米伊的财政收入总额为20,087,300欧元，财政支出总额为19,592,500欧元，当年的债务总额为24,840,600欧元。2021年，塞纳河畔罗米伊市镇共获得6,501,363欧元的国家财政补助，比上一年增加了0.32%。
2020年，塞纳河畔罗米伊的人均月收入总额为1,877欧元，其中高级职员为3,368欧元，低于法国平均水平（4,230欧元）；中级职员为2,190欧元，低于法国平均水平（2,411欧元）；普通职员为1,607欧元，亦低于法国平均水平（1,740欧元）。
2019年，塞纳河畔罗米伊境内的青壮年（15至64岁）失业率为26.6%，当地35.1%的家庭拥有纳税资格，平均纳税1,701欧元，低于法国平均水平（3,910欧元）。

## 社会事务

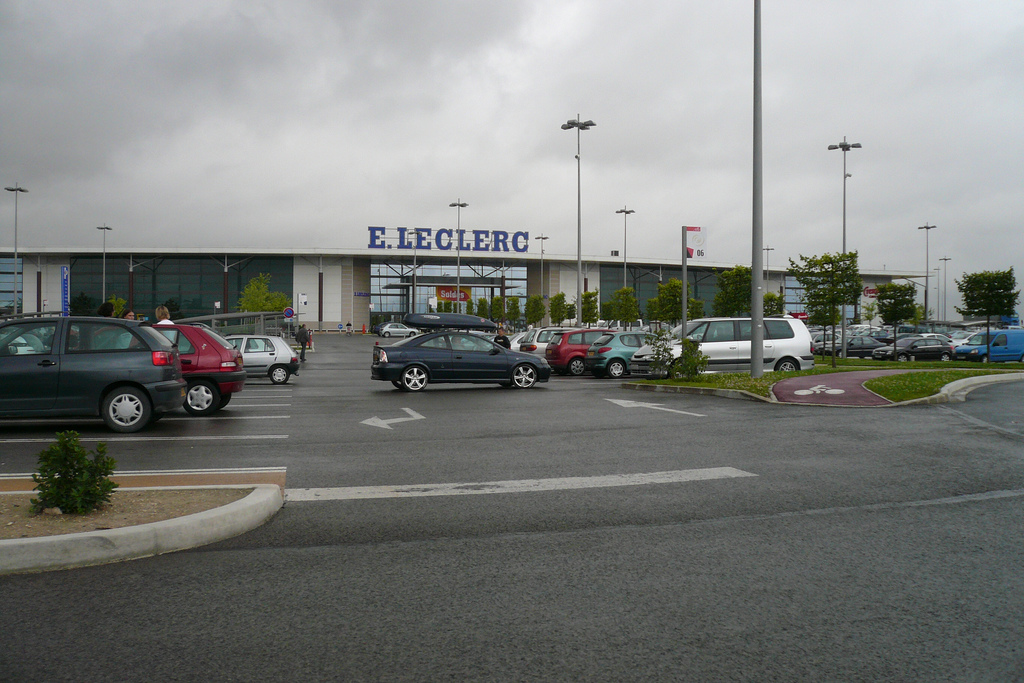
塞纳河畔罗米伊境内的E.Leclerc超市

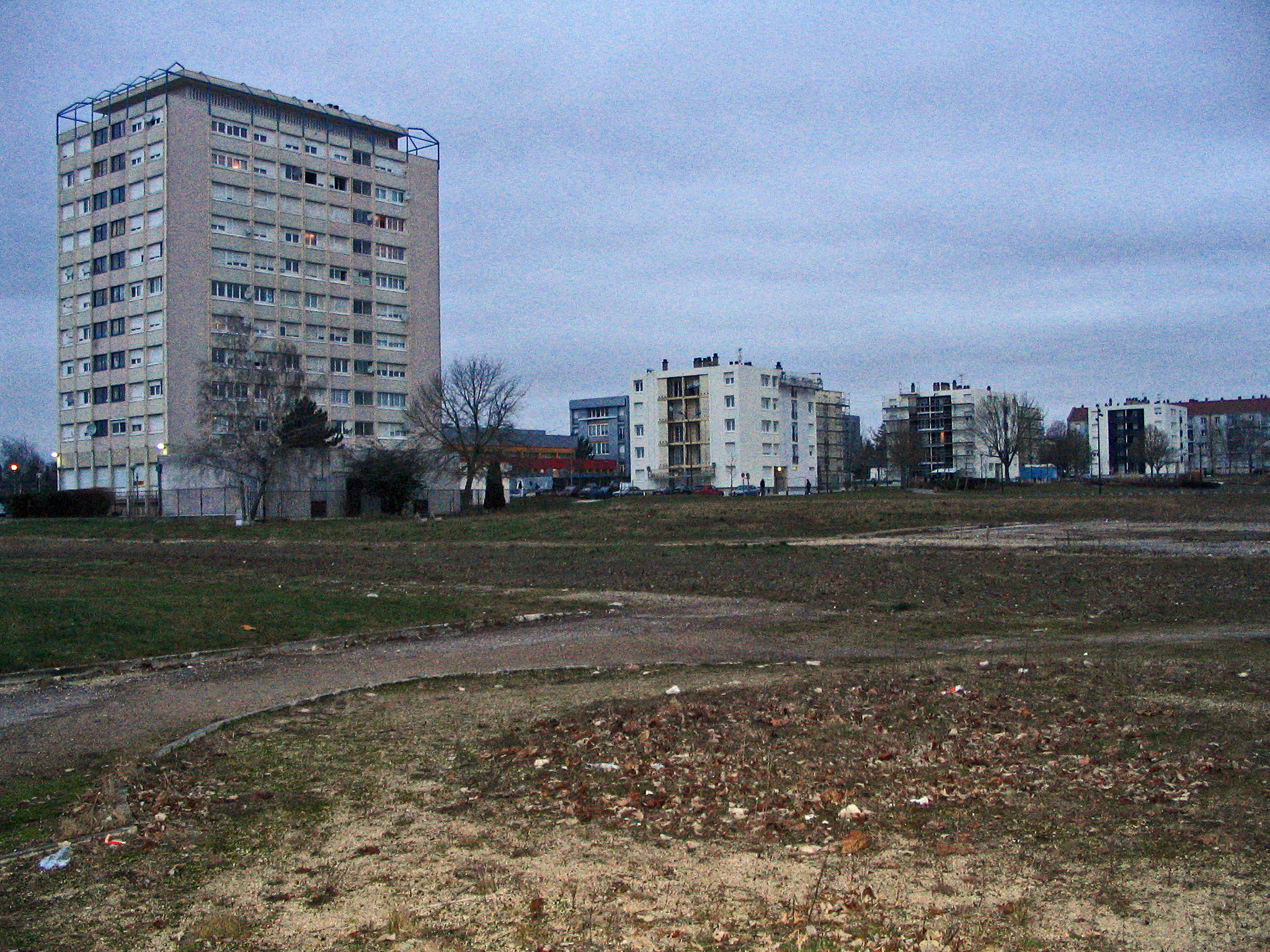
塞纳河畔罗米伊附近的集中式居民区

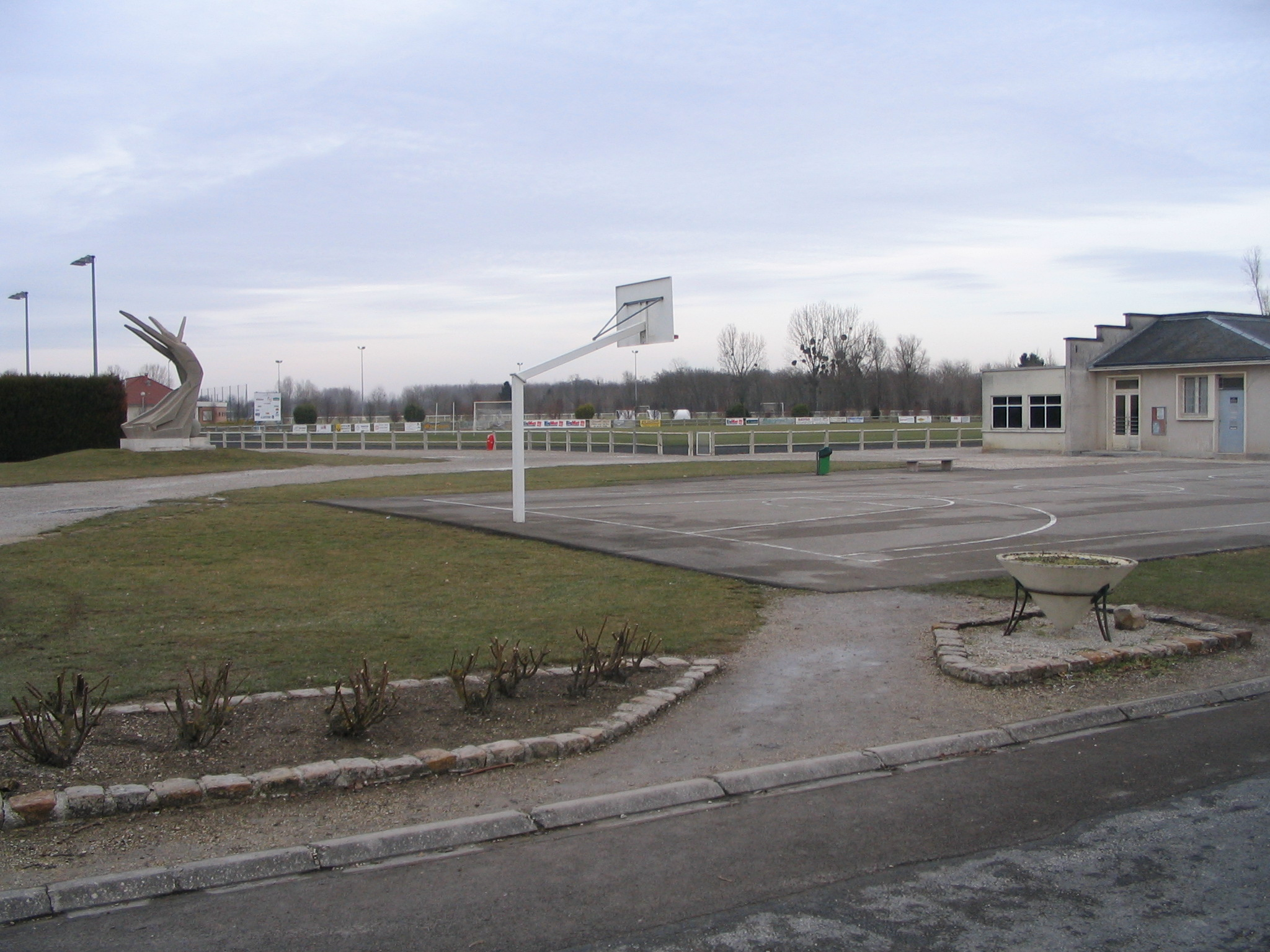
贝尔纳·居伊球场

### 教育
塞纳河畔罗米伊属于兰斯学区。截止2021年1月1日，塞纳河畔罗米伊境内共有2所幼儿园、7所小学、3所初级中学、1所普通高中和1所职业高中。2018至2019学年度，塞纳河畔罗米伊境内共有在校中等教育阶段学生2,922名。

### 医疗
截止2021年1月1日，塞纳河畔罗米伊境内共有全科医生8名、保健师11名、牙医14名、护士16名、眼科医生4名、助产士4名和儿科医生2名。境内共有药房7家、养老院1家、残疾人帮扶中心2家。
塞纳河畔罗米伊是奥布-马恩医疗集团（Groupement Hospitalier Aube-Marne）的服务范围，后者是法国的一个区域性医疗机构，其主病区莫里斯·卡米塞医院（Hôpital Maurice Camuset）位于塞纳河畔罗米伊市区，设有床位293个，是当地规模最大的公立综合性医院。

### 住房
2019年，塞纳河畔罗米伊境内共有各类住房7,862套，其中67.7%为独立式居民区，31.8%为集中式居民区。常住房屋占塞纳河畔罗米伊市镇范围内居民建筑总量的85.1%。
在住房保障政策方面，2021年，塞纳河畔罗米伊境内共有2,144户家庭获得了住房经济补助，受益人数占总人口数量的14.8%，其中2,001份为房租补助。

### 商业
2021年，塞纳河畔罗米伊境内共有各类实体商铺290家，其中餐厅38家、大型超市6家、杂货店14家、面包房8家、肉铺8家、书店2家、银行门店7家、美容美发店27家、汽车维修店13家。市区西部建有开放式商业街区，有家乐福、E.Leclerc、Lidl等综合购物商场。

### 体育
2021年，塞纳河畔罗米伊境内共有1家游泳池、4间体育馆、2座综合体育场、7处网球场、1处马术场、3处足球或橄榄球场以及5处篮球或排球场。
截至2023年1月，塞纳河畔罗米伊境内共有两家注册足球俱乐部。罗米伊香槟足球俱乐部（Romilly Champagne Football Club，编号528397）是当地的代表性足球队，其主队2022至2023赛季参加奥布省足球联赛乙组（法国第十级别），其主场为贝尔纳·居伊球场（Stade Bernard Guy）。

### 环境
塞纳河畔罗米伊的环境事务由其所属的塞纳河畔罗米伊门市镇公共社区联合各级政府协调负责。2021年，塞纳河畔罗米伊境内共有3家污染企业。

### 治安
2021年，塞纳河畔罗米伊市镇范围内共有1处派出所和1处宪兵队。
塞纳河畔罗米伊及其附近的共78个市镇是塞纳河畔诺让国家宪兵队（zone gendarmerie de Nogent-sur-Seine）的管辖范围。2020年，该宪兵队累计记录各类案件2,732起，其中盗窃类案件1,289起，经济类案件320起，毒品交易类案件158起。

## 文化
2021年，塞纳河畔罗米伊境内共有1家电影院和1家音乐厅。塞纳河畔罗米伊境内建有皮埃尔·吉约莫市际多媒体中心（Médiathèque intercommunale des Portes de Romilly-sur-Seine Pierre Guillaumot），每周二、三、五、六向公众开放。

### 建筑
塞纳河畔罗米伊境内有多处历史建筑，镇中心的圣马丁教堂（Église Saint-Martin de Romilly-sur-Seine）是当地的地标性建筑物。

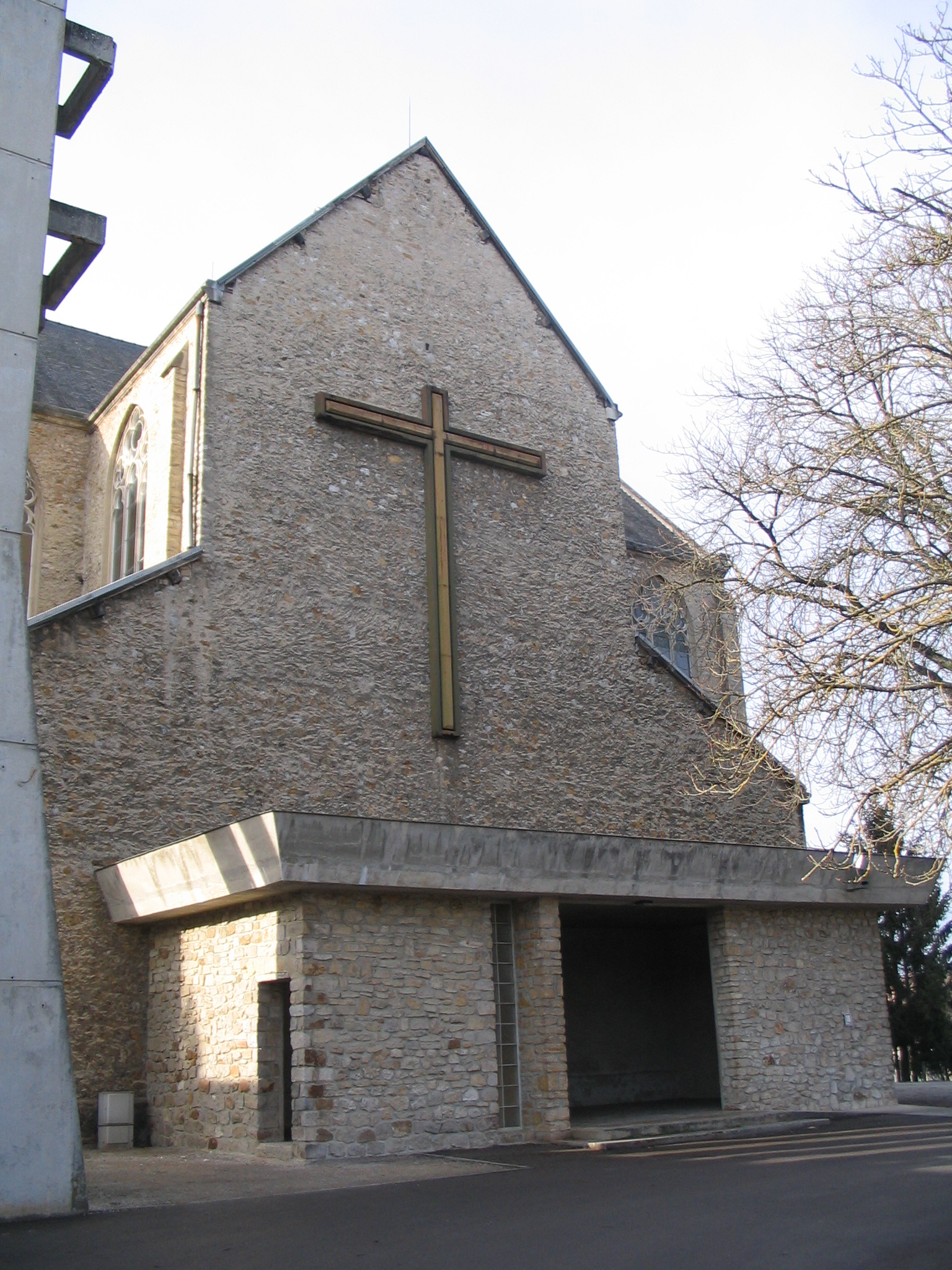
圣马丁教堂
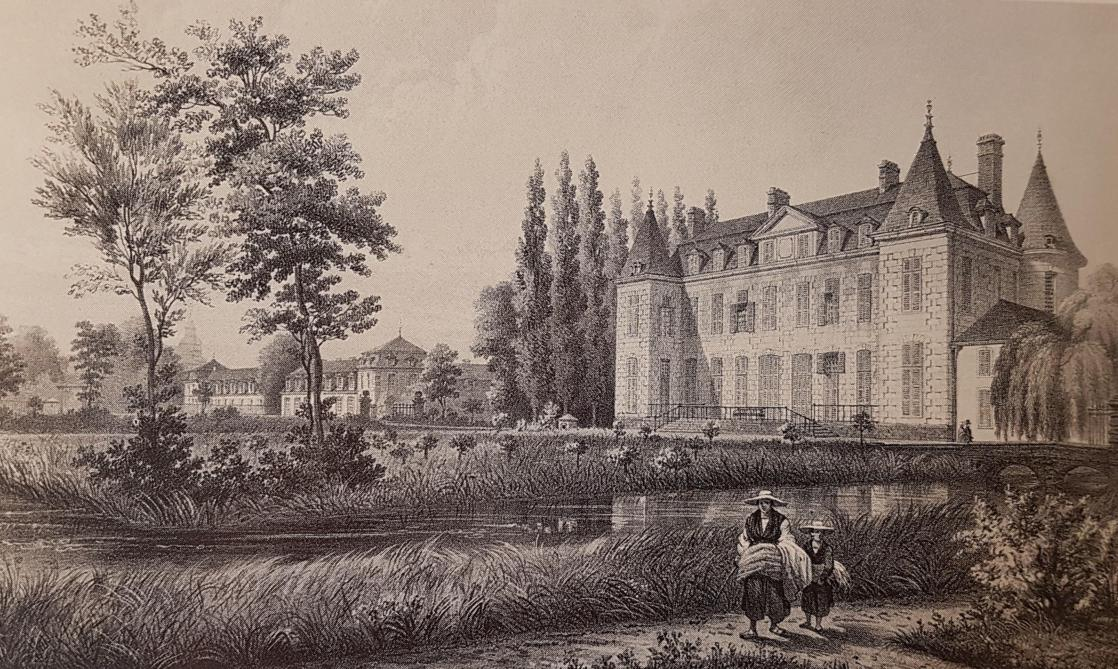
塞纳河畔罗米伊城堡 （现已不存）
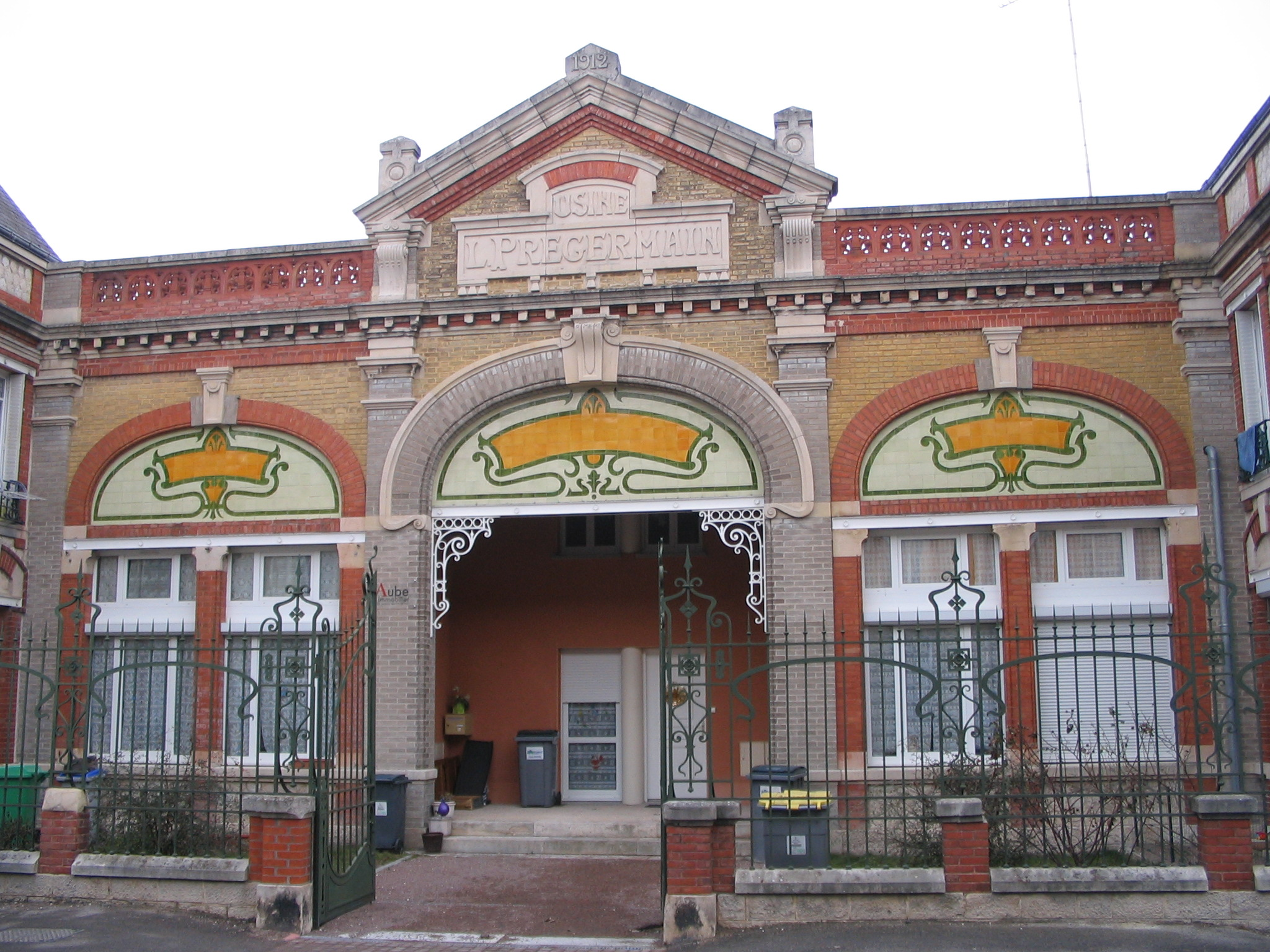
普雷日耳曼工厂旧址
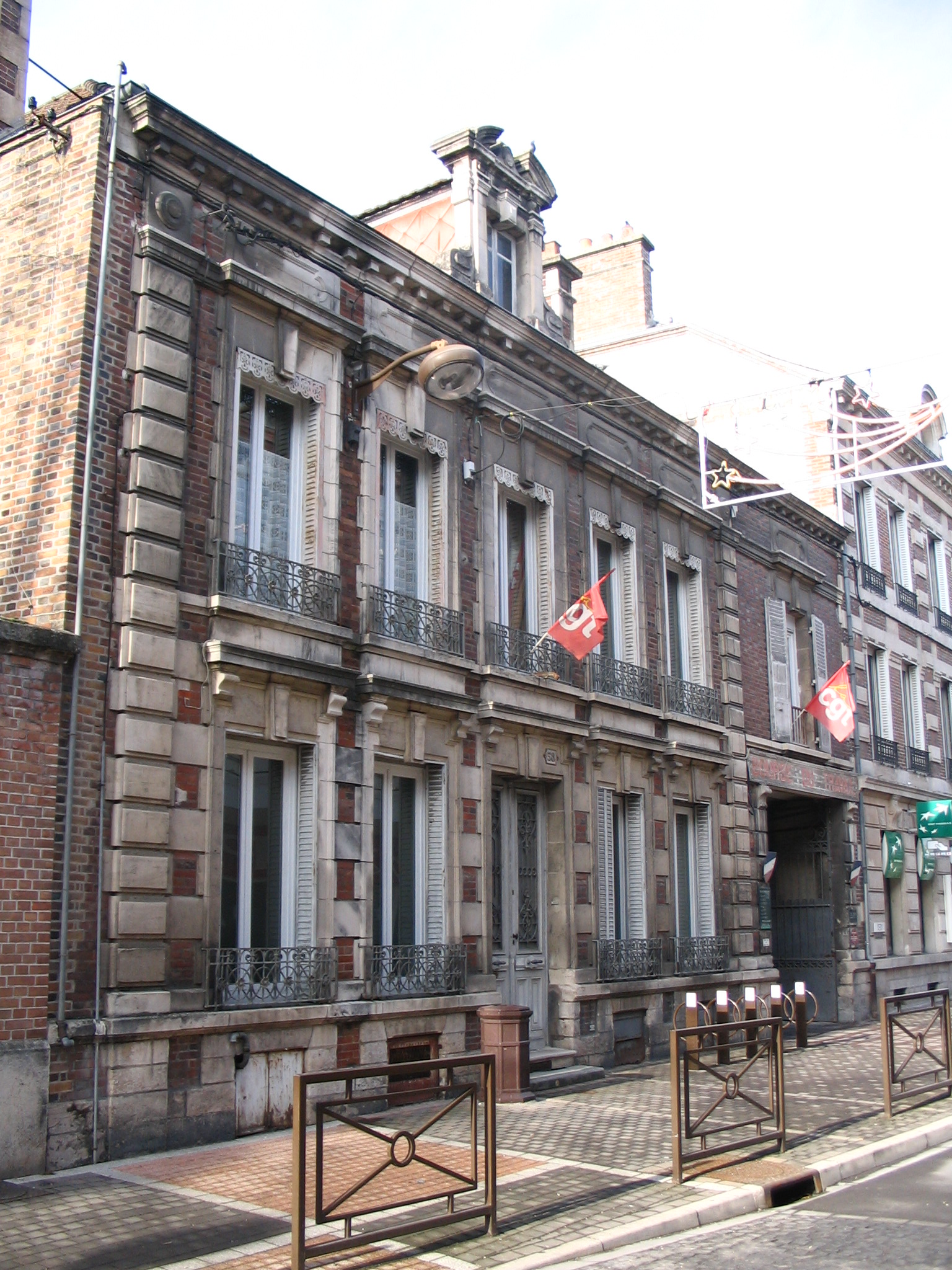
工会
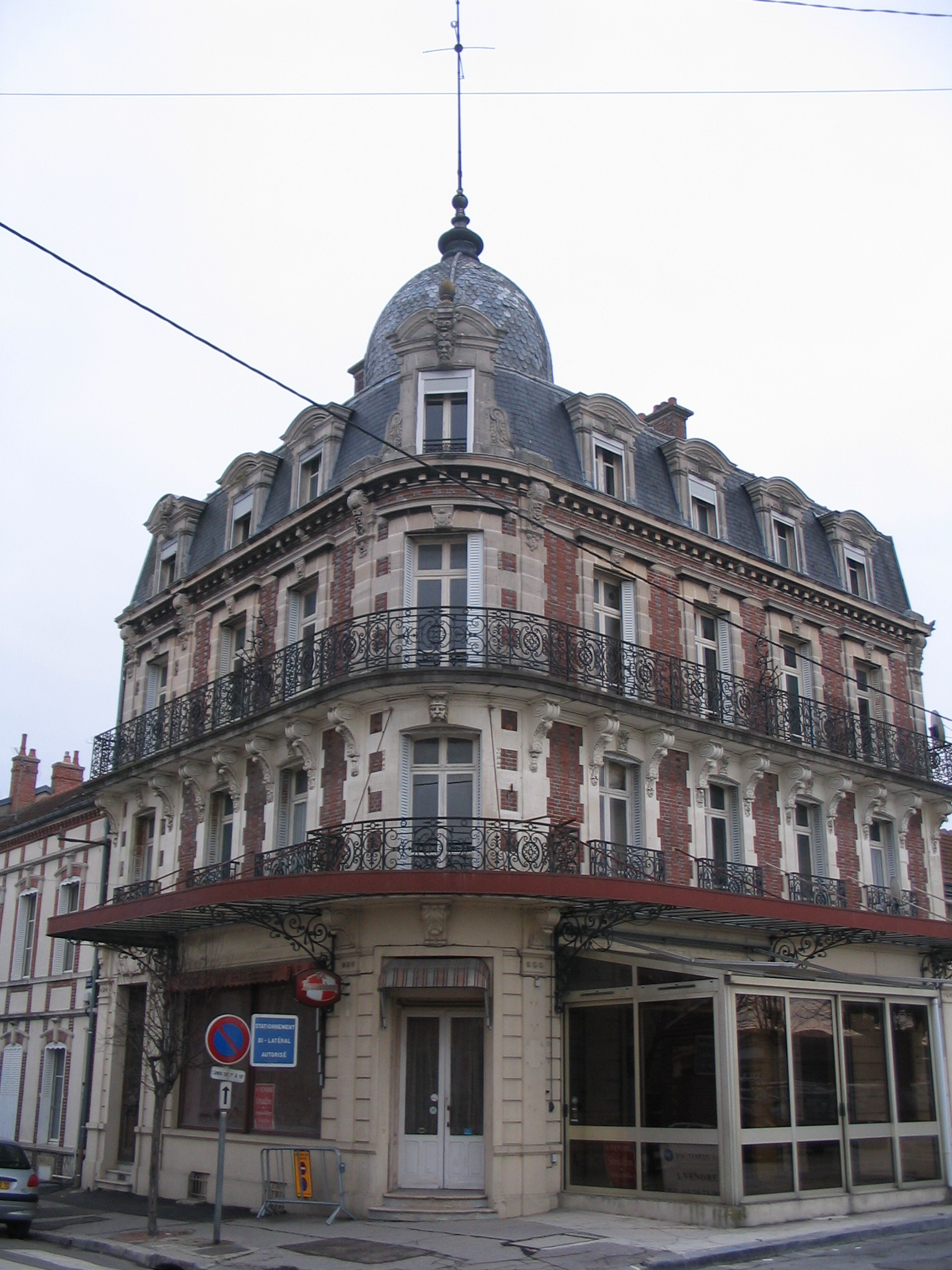
车站酒店
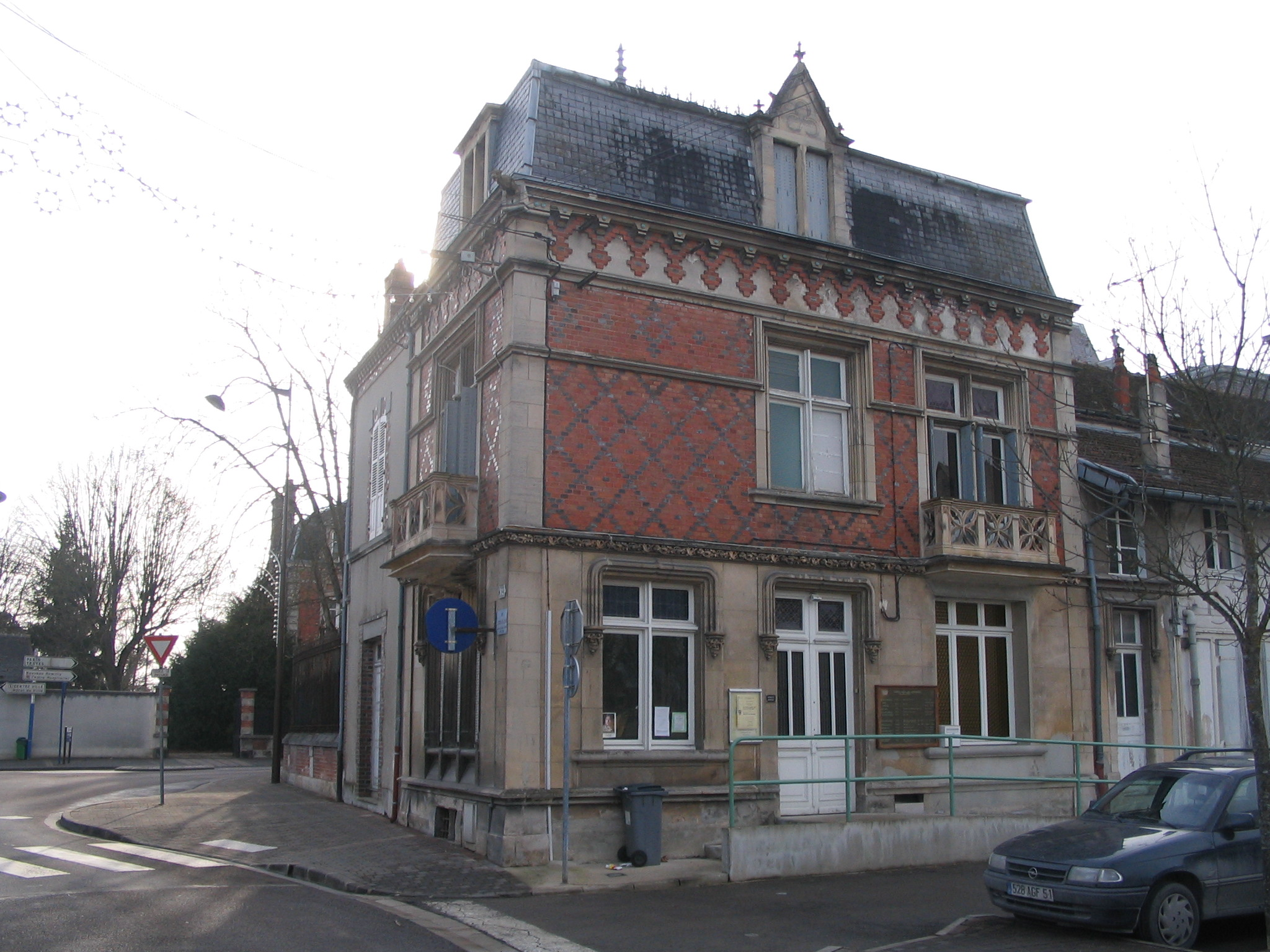
布里扬宫
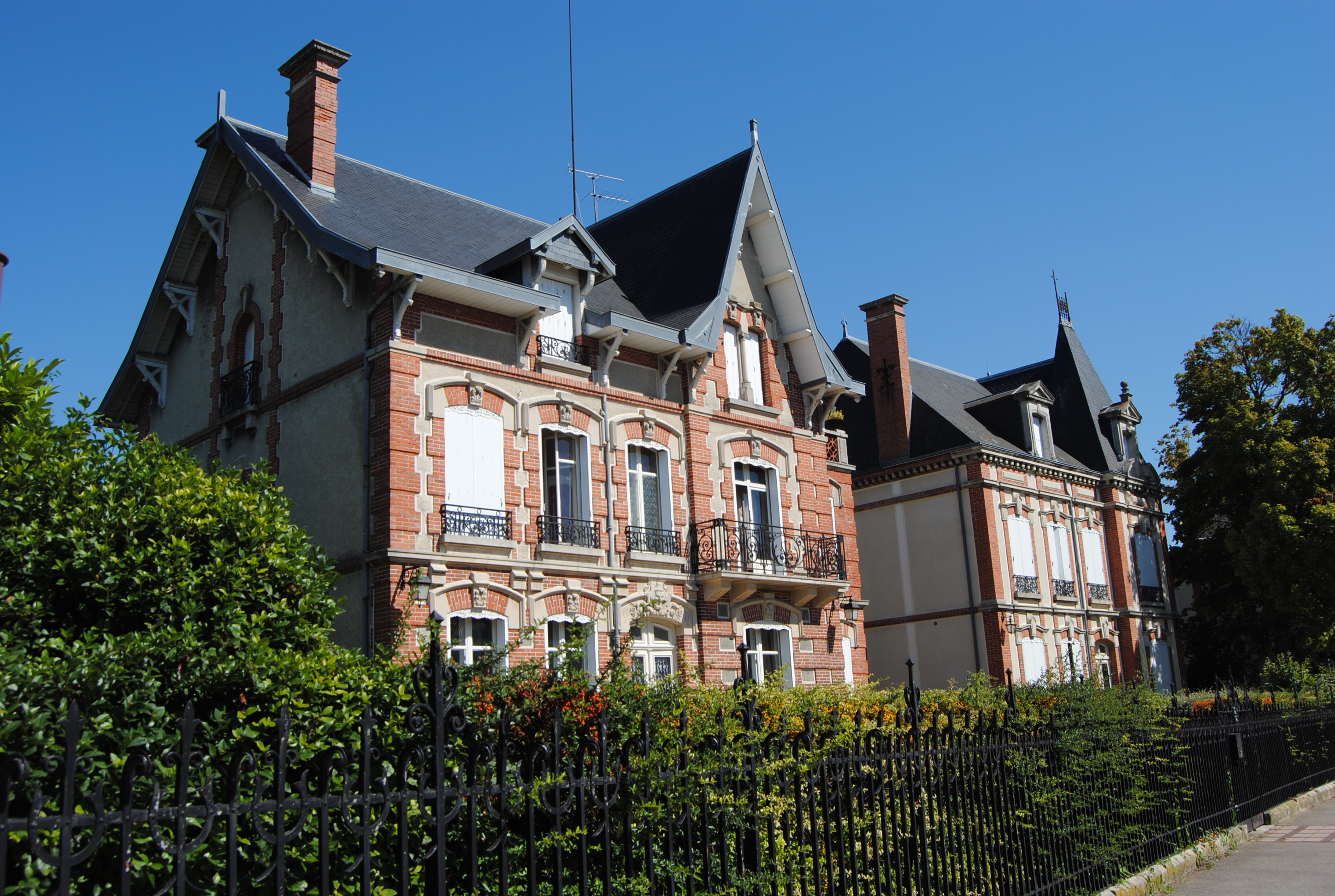
一处民居

### 旅游
塞纳河畔罗米伊的旅游事务由其所属的塞纳河畔罗米伊门市镇公共社区负责。2022年，塞纳河畔罗米伊境内共有2家酒店共计66间房间。

### 媒体
法国主要的媒体均可在塞纳河畔罗米伊接收，法国电视三台下属的大东部大区频道在部分时段播出塞纳河畔罗米伊所属区域的地方新闻。Canal 32电视台、香槟广播、蓝色法兰西香槟-阿登广播、《东部光明报》等是当地主要的地方性媒体。

## 相关人物
法国击剑运动员罗贝尔·利奥泰尔和电影演员热拉尔·克莱因出生于塞纳河畔罗米伊。

## 友好城市
截至2023年1月，塞纳河畔罗米伊共与五座城市互为友好城市关系：
- 德国 哥达
- 德国 吕登沙伊德
- 義大利 梅迪奇纳
- 英国 米尔福德港
- 乌克兰 乌曼